# شعب ريوكيو
شعب ريوكيوان (琉球 民族، ريوكيو مينزوكو، بلغة أوكيناوا: ريتشو مينزوكز أو دوتشو مينزوكو)، أو لوتشيوان، أو لوتشوان هم مجموعة عرقية من شرق آسيا، تنتمي إلى جزر ريوكيو التي تمتد بين جزر كيوشو وتايوان. يتبعون إداريًا إما لمحافظة أوكيناوا أو محافظة كاجوشيما في اليابان. يتحدثون إحدى لغات جزر ريوكيو، التي تعتبر إحدى فرعي اللغات اليابانية، الفرع الآخر هو اللغة اليابانية ولهجتها. ينظر في بعض الأحيان على لغة هاتشيجو أنها تشكل فرعًا ثالثًا.
لا يعتبر شعب ريوكيوان فئة أقلية في اليابان، إذ تعتبرهم السلطات اليابانية مجموعة فرعية من الشعب الياباني، أقرب إلى شعب ياماتو. رغم عدم الاعتراف الفعلي بهذا العدد، يشكل شعب ريوكيوان أكبر مجموعة إثنية لغوية أقلية في اليابان، إذ يعيش 1.4 مليون منهم في محافظة أوكيناوا وحدها. يقطن شعب ريوكيوان جزر أمامي في محافظة كاجوشيما أيضًا، وكان لهم دور في تشكيل شتات واسع منهم. يتوزع ما يصل إلى 800 ألف فرد من أبناء شعب ريوكيوان في أماكن أخرى من اليابان وحول العالم؛ أغلبهم في هاواي، والبرازيل، وبدرجة أقل في مناطق أخرى حيث يوجد أيضًا عدد كبير من المغتربين اليابانيين. في معظم البلدان، لا فرق هنالك بين الشتات من شعب ريوكيوان والشتات الياباني، وبالتالي لا توجد إحصاءات دقيقة حول الأول.
تشير دراسات حديثة إلى أن شعب ريوكيوان يرتبط ارتباطًا وثيقًا بشعب ياماتو (البر الرئيسي الياباني)، ولكنهم حافظوا بقدر كبير على نسبهم من شعب جومون، الأمر الذي يجعلهم سلالة مباشرة من سكان جنوب اليابان الأصليين.
يمتلك شعب ريوكيوان ثقافة متميزة تحمل طابعًا أموميًا تتجلى في الديانة الأصلية والمطبخ، الذي استقدم الأرز في وقت متأخر من القرن الثاني عشر. عاش الشعب معزولين في الجزر لقرون عدة، وفي القرن الرابع عشر اندمجت ثلاثة كيانات سياسية أوكيناوية منفصلة في مملكة ريوكيو (1429 – 1879) التي واصلت التجارة البحرية وعلاقات الترفيد التي بدأت على يد سلالة مينغ الحاكمة سنة 1372. في العام 1609، غزت مقاطعة ساتسوما (التي اتخذت من كيوشو مقرًا لها) مملكة ريوكيو. حافظت المملكة على حالة استقلال وهمية بدورٍ خاضع لكل من الصين واليابان، وذلك بسبب حظر نظام شوغونية توكوغاوا التجارة (بشكل مباشر) مع الصين.
خلال فترة مييجي في اليابان، تحول اسم المملكة إلى مقاطعة ريوكيو (1872 – 1879)، وذلك بعد ضمها إلى الإمبراطورية اليابانية. في العام 1879، بعد الضم، أعيد تنظيم الإقليم ليصبح محافظة أوكيناوا، حيث تم نفي آخر ملك (شو تاي) قسرًا إلى طوكيو. تنازلت الصين عن مطالبتها بالجزر سنة 1895. خلال تلك الفترة، التي حاولت فيها حكومة مييجي جعل شعب ريوكيوان من اليابانيين (ياماتو)، عملت على قمع الهوية الشعب وتقاليدهم وثقافتهم ولغتهم. بعد الحرب العالمية الثانية، احتلت الولايات المتحدة جزر ريوكيو بين عامي 1945 و1950 ثم بين عامي 1950 و1972. وقعت خلال تلك الفترة انتهاكات عديدة لحقوق الإنسان. منذ نهاية الحرب العالمية الثانية، أعرب شعب ريوكيوان عن امتعاضهم الشديد من الحكومة اليابانية ورفضهم للمنشآت العسكرية الأمريكية المتمركزة في أوكيناوا.
أشار المقرر الخاص للأمم المتحدة المعني بالتمييز والعنصرية دودو دين في تقرير له لعام 2006 إلى مستوى ملحوظ من التمييز وكراهية الأجانب ضد شعب ريوكيوان، مع ارتباط أخطر أشكال التمييز التي يواجهونها بنفورهم من المنشآت العسكرية الأمريكية في الأرخبيل. اقترح إجراء تحقيق حول حقوق الإنسان الأساسية.

## تاريخ

### التاريخ المبكر
كانت جزر ريوكيو مأهولة بين 32 ألف و18 ألف سنة مضت، ولكن مصابهم وعلاقتهم بشعب ريوكيوان المعاصر غير مؤكدين. خلال فترة جومون (كايزوكا) أم كما يطلق عليها اسم «فترة كومة الصدف» (6700 – 1000 سنة قبل الحاضر) شمال جزر ريوكيو، عاش الشعب ضمن مجتمع باحث عن الطعام، وعثر في البر الرئيسي على أدوات فخارية من فترة جومون. وفي الجزء الأخير من فترة جومون، تحركت المواقع الأثرية بالقرب من شاطئ البحر، مما يشير إلى انخراط الشعب في صيد الأسماك. من الجدير بالذكر أنه منذ النصف الأخير من فترة جومون، طورت جزر ريوكيو ثقافتها الخاصة بها. يرى بعض الباحثين أن والتأثير الثقافي كانا ذا تأثير أكبر من اختلاط الأعراض والأنماط الجسمانية. كان لثقافة يايوي التي تعود تقليديًا إلى القرن الثالث قبل الميلاد، ومؤخرًا إلى نحو ألف سنة، تأثير كبير على الجزر اليابانية. عرفت تلك الفترة إدخال فخار يايوي، والأدوات المعدنية وزراعة الأرز، ولكن على الرغم من استخراج بعض من الأدوات وفخار يايوي في جزر أوكيناوا، إلا أن زراعة الأرز لم تبدأ حتى القرن الثاني عشر، ولم تتوسع ثقافتا يايوي وكوفون (250 – 538) للوصول إلى جزر ريوكيو. كانت ثقافة جزر ريوكيو الجنوبية معزولة عن الشمال، وتميزت فترة شيموتابارو (4500 – 3000 سنة قبل الحاضر) بنمط معين من الفخار، ولم يُصنع أي نمط من الفخار في المنطقة خلال فترة الإيه سيراميك (2500 – 800 سنة قبل الحاضر). أظهرت ثقافة الياياما ما قبل التاريخ خاصتهم تقاربات مشتركة مع ثقافات تايوانية مختلفة، وعلى نطاق أوسع، تحمل جزر ساكيشيما آثارًا مشابهة لتلك الموجودة لدى ثقافات جنوب شرق آسيا وجنوب المحيط الهادئ. يبدو أن جزر أمامي تمتعت بالقدر الأعلى من نفوذ البر الرئيسي الياباني. من ناحية أخرى، توحد شمال وجنوب جزر ريوكيو ثقافيًا في القرن العاشر.
يشير العثور على قطع نقدية صينية على شكل سكين بالقرب من مدينة ناها في أوكيناوا إلى احتمال وجود اتصال مع دولة يان الصينية في أوائل القرن الثالث قبل الميلاد. وفقًا للنص الكلاسيكي الصيني «شان هاي جينغ»، كان ليان علاقات مع شعب وا (اسم كان يطلق على اليابان قديمًا) الذي يعيش جنوب شرق كوريا، والذي يمكن أن يكون له صلة بالشعب الياباني أو شعب ريوكيوان. يمكن أن يكون البحث المضني الذي قام به تشين شي هوانغ، مؤسس سلالة تشين (221 قبل الميلاد – 206 قبل الميلاد) عن إكسير الخلود، الذي حاول الإمبراطور من خلاله التعامل مع «الخالدين السعداء» الذين قطنوا الجزر، يمكن أن يكون لذلك علاقة بكل من اليابان وجزر ريوكيو. لا يوجد دليل على وصول بعثات من سلالة هان (206 قبل الميلاد – 2020 ميلادية) إلى الجزر. مع وصول اليابانيين إلى عاصمة الهان، تشير ملاحظات تعود لسنة 57 ممارسة شائعة للوشم بين سكان «الممالك المئة» في الجزر الشرقية، وهي ممارسة كانت منتشرة ولم تبقى منتشرة سوى بين نساي نساء أوكيناوا، وشعبي آينو في هوكايدو، وأتايال في تايوان. يشير السجل التاريخي لمملكة تساو واي (220 - 265) وسلالة هان الحاكمة إلى امتلاك سكان غرب وجنوب اليابان وأوكيناوا الكثير من القواسم المشتركة بينهما المتعلقة بالمؤسسات السياسية الاجتماعية حتى القرن الثاني قبل الميلاد، مثل قصر القامة، وتربيتهم الثيران والخنازير، فضلًا عن حكم المرأة بينهم، مع انتشار تأثير خاص من قبل النساء الممارسات للسحر، الذين ارتبطوا بقساوسة ريوكيوان وكانت لهم علاقة وثيقة بالسلطة السياسية المحلية حتى القرن العشرين، فضلًا عن اقتصاد ريوكيوان الذي اعتمد على الخنازير حتى الحرب العالمية الثانية. تقترح فكرة ذِكر امرأة ساحرة معينة تدعى بيمكو، وموتها ونزاعاتها، إلى ارتباطها ببعض التحديات الاجتماعية – السياسية للنظام الأمومي (نظام تحكمه المرأة).

### الاستشهادات
1. ↑  [ja:沖縄県の推計人口] (باليابانية). محافظة أوكيناوا. 1 Mar 2020 https://web.archive.org/web/20210514122527/https://www.pref.okinawa.jp/toukeika/estimates/estimates_suikei.html. Archived from the original on 2021-05-14. Retrieved 2020-04-21. {{استشهاد ويب}}: |trans-title= بحاجة لـ |title= أو |script-title= (help) and |مسار أرشيف= بحاجة لعنوان (help)
2. ↑  [ja:奄美群島の現状・課題及び これまでの奄振事業の成果について] (باليابانية). محافظة كاغوشيما. 23 Apr 2012 https://web.archive.org/web/20210520024107/https://www.pref.kagoshima.jp/ac07/documents/26502_20120711114805-1.pdf. Archived from the original (PDF) on 2021-05-20. Retrieved 2020-04-21. {{استشهاد ويب}}: |trans-title= بحاجة لـ |title= أو |script-title= (help) and |مسار أرشيف= بحاجة لعنوان (help)
3. ↑  [ja:沖縄県の推計人口] (باليابانية). محافظة أوكيناوا. 1 Mar 2020 https://web.archive.org/web/20210514122527/https://www.pref.okinawa.jp/toukeika/estimates/estimates_suikei.html. Archived from the original on 2021-05-14. Retrieved 2020-04-21. {{استشهاد ويب}}: |trans-title= بحاجة لـ |title= أو |script-title= (help) and |مسار أرشيف= بحاجة لعنوان (help)
4. ↑  [ja:奄美群島の現状・課題及び これまでの奄振事業の成果について] (باليابانية). محافظة كاغوشيما. 23 Apr 2012 https://web.archive.org/web/20210520024107/https://www.pref.kagoshima.jp/ac07/documents/26502_20120711114805-1.pdf. Archived from the original (PDF) on 2021-05-20. Retrieved 2020-04-21. {{استشهاد ويب}}: |trans-title= بحاجة لـ |title= أو |script-title= (help) and |مسار أرشيف= بحاجة لعنوان (help)
5. ↑  Rabson, Steve. The Okinawan Diaspora in Japan: Crossing the Borders Within. Honolulu: University of Hawaii Press, 2012. 2.
6. 1 2 3  Mitchell، Jon (22 أكتوبر 2016). "Welcome home, Okinawa". The Japan Times Online. مؤرشف من الأصل في 2021-04-20.
7. 1 2 3 4 5 6 7 8  Nakasone, Ronald. Okinawan Diaspora. Honolulu: University of Hawaii Press, 2002.
8. ↑  Yuka Suzuki (2 ديسمبر 2012). "Ryukyuan, Ainu People Genetically Similar Read more from Asian Scientist Magazine". Asian Scientist. مؤرشف من الأصل في 2021-05-06. اطلع عليه بتاريخ 2017-02-07.
9. ↑  Lewchew and the Lewchewans: Being a narrative of a visit to Lewchew or Loo Choo, in October, 1850. London, 1853. About the جزر ريوكيو. (Also available at: ) by جورج سميث نسخة محفوظة 19 مايو 2021 على موقع واي باك مشين.
10. 1 2 3 4  Minahan، James B. (2014)، Ethnic Groups of North, East, and Central Asia: An Encyclopedia، ABC-CLIO، ص. 231–233، ISBN:978-1-61069-018-8، مؤرشف من الأصل في 2021-03-08
11. 1 2  Masami Ito (12 مايو 2009). "Between a rock and a hard place". اليابان تايمز. مؤرشف من الأصل في 2021-05-19. اطلع عليه بتاريخ 2017-02-05.
12. ↑  "Did you know Hachijo is endangered?". Endangered Languages (بالإنجليزية). Archived from the original on 2021-02-01. Retrieved 2020-04-06.
13. ↑  Saitou، Naruya؛ Tokunaga، Katsushi؛ Omoto، Keiichi؛ Niikawa، Norio؛ Yanagi، Kumiko؛ Naritomi، Kenji؛ Kaname، Tadashi؛ Suto، Yumiko؛ Mano، Shuhei (ديسمبر 2012). "The history of human populations in the Japanese Archipelago inferred from genome-wide SNP data with a special reference to the Ainu and the Ryukyuan populations". Journal of Human Genetics. ج. 57 ع. 12: 787–795. DOI:10.1038/jhg.2012.114. ISSN:1435-232X. PMID:23135232.
14. ↑  Watanabe, Yusuke; Ohashi, Jun (8 Mar 2021). "Comprehensive analysis of Japanese archipelago population history by detecting ancestry-marker polymorphisms without using ancient DNA data". bioRxiv (بالإنجليزية): 2020.12.07.414037. DOI:10.1101/2020.12.07.414037. S2CID:229293389. Archived from the original on 2021-04-14.
15. ↑  Loo 2014، صفحة 1–2.
16. ↑  Rabson 2008، صفحة 3.
17. ↑  Caprio 2014، صفحة 61.
18. ↑  Dubinsky & Davies 2013، صفحة 12.
19. ↑  Christy 2004، صفحة 173–175.
20. ↑  Rabson 2008، صفحة 4.
21. ↑  Dubinsky & Davies 2013، صفحة 15–16.
22. ↑  Caprio 2014، صفحة 49–50, 63, 66–67.
23. ↑  Inoue 2017، صفحة 3.
24. ↑  Inoue 2017، صفحة 4, 50–51.
25. 1 2  Doudou Diène (18 يناير 2006). Meghna Abraham (المحرر). "The Special Rapporteur on Contemporary forms of racism, racial discrimination, xenophobia and related intolerance" (PDF). International Service for Human Rights E/CN.4/2006/16. مؤرشف من الأصل (PDF) في 2017-07-30. اطلع عليه بتاريخ 2017-02-11.
26. ↑  Hendrickx 2007، صفحة 65–66.
27. ↑  Tanaka Hiroshi؛ Oda Makoto؛ Pak Kyongnam؛ William Wetherall؛ Honda Katsuichi (مارس 2006). "The Diene Report on Discrimination and Racism in Japan" (PDF). The Asia-Pacific Journal. مؤرشف من الأصل (PDF) في 2020-11-12. اطلع عليه بتاريخ 2017-02-11.
28. ↑  Hendrickx 2007، صفحة 37.
29. 1 2 3 4  Pellard 2015، صفحة 27.
30. 1 2 3  Takehiro Sato؛ وآخرون (نوفمبر 2014). "Genome-Wide SNP Analysis Reveals Population Structure and Demographic History of the Ryukyu Islanders in the Southern Part of the Japanese Archipelago". Molecular Biology and Evolution. ج. 31 ع. 11: 2929–2940. DOI:10.1093/molbev/msu230. PMID:25086001. مؤرشف من الأصل في 2021-03-11. اطلع عليه بتاريخ 2017-02-05.
31. 1 2 3 4 5 6  Kerr 2000.
32. 1 2  Hendrickx 2007، صفحة 38.
33. ↑  Robbeets 2015، صفحة 26.

## للمزيد من القراءة
- Ouwehand, C. (1985). Hateruma: socio-religious aspects of a South-Ryukyuan island culture. Leiden: E.J. Brill. (ردمك 90-04-07710-3)
- Pacific Science Congress, and Allan H. Smith. (1964). Ryukyuan culture and society: a survey. Honolulu: University of Hawaii Press.
- Sakiyama, R. (1995). Ryukyuan dance = Ryūkyū buyō. Naha City: Okinawa Dept. of Commerce, Industry & Labor, Tourism & Cultural Affairs Bureau.
- Yamazato, Marie. (1995). Ryukyuan cuisine. Naha City, Okinawa Prefecture: Okinawa Tourism & Cultural Affairs Bureau Cultural Promotion Division.
- Kreiner, J. (1996). Sources of Ryūkyūan history and culture in European collections. Monographien aus dem Deutschen Institut für Japanstudien der Philipp-Franz-von-Siebold-Stiftung, Bd. 13. München: Iudicium. (ردمك 3-89129-493-X)
- Ota, Masahide. (2000). Essays on Okinawa Problems.  Yui Shuppan Co.:  Gushikawa City, Okinawa, Japan.  (ردمك 4-946539-10-7) C0036.
- Patrick Heinrich؛ Fija Bairon (3 نوفمبر 2007)، ""Wanne Uchinanchu – I am Okinawan." Japan, the US and Okinawa's Endangered Languages" (PDF)، The Asia-Pacific Journal، ج. 5، مؤرشف من الأصل (PDF) في 2022-05-25

## وصلات خارجية
- Ryukyuans (Okinawans) - المجموعة الدولية لحقوق الأقليات
- Okinawa Peace Network of Los Angeles - featuring information about Ryukyuan culture worldwide